# Fussballclub Blau-Weiß Linz
Il Fussballclub Blau-Weiß Linz, meglio noto come Blau-Weiß Linz, è una società calcistica di Linz, in Austria.
Fondata nel 1997, si considera erede del Fußball Club Linz e ne ha recuperato i colori bianco e blu e la rivalità con i concittadini del LASK Linz. Milita in Bundesliga, la massima divisione del campionato austriaco di calcio

## Storia

### Esordio e retrocessione
Il Fussballclub Blau-Weiß Linz nacque il 2 luglio 1997 dalle ceneri del Fußball Club Linz, fusosi con il LASK alla fine del campionato 1996-1997 a causa di difficoltà finanziarie. Hermann Schellmann, William Holzleitner e Willi Katschtal, insieme ad altri ex-dirigenti di FC Linz e SV Austria Tabak Linz, fondarono così una nuova società per portare avanti la tradizione di questi club, evidente anche nel nome scelto, e la iscrissero alla Oberösterreichischer Fußballverband.
La prima partita di campionato del Blau-Weiß si tenne il 19 agosto contro l'ASKÖ Donau Linz, primo turno del campionato di 1. Landesliga, una vittoria 2-1. Dopo tre anni in Landesliga, il club ottenne la promozione in Regionalliga grazie a un 4-2 nella partita decisiva contro l'Union St. Florian.
In Regionalliga il Blau-Weiß Linz esordì nella stagione 2000-2001, con un 7º posto finale. Fu la prima di sette stagioni consecutive nel terzo livello del calcio austriaco, culminate con la vittoria del campionato nel 2002-2003 e la partecipazione agli spareggi per la promozione in Erste Liga. Dopo una vittoria in trasferta 2-0 contro il Bad Bleiberg arrivò però una sconfitta casalinga per 4-2, così che i carinziani furono promossi per il maggior numero di reti segnate in trasferta.
Negli anni successivi i risultati declinarono via via, fino al 14º posto del 2006-2007 che significò retrocessione in Landesliga.

### La rinascita e la promozione in Erste Liga
Vinto il campionato regionale nella stagione 2007-2008, il club si ripresentò in Regionalliga con ottimi risultati. Dapprima il 7º posto della stagione 2008-2009, poi il 2° del 2009-2010, con tanto di qualificazione agli ottavi di finale di coppa.
Nella stagione 2010-2011 il Blau-Weiß ha bissato la qualificazione agli ottavi di finale della coppa nazionale e il 2º posto in Regionalliga Mitte, qualificandosi stavolta ai play-off per la promozione in Erste Liga perché il LASK Linz Amateure, vincitore del campionato, non può parteciparvi.
Nella doppia sfida contro il Wattens, i bianco-blu perdono la gara d'andata in casa (0-1) ma vincono con l'identico punteggio quella di ritorno in Tirolo. Si va così ai tempi supplementari, e poi ai tiri di rigore, che consegnano alla formazione dell'Alta Austria la prima promozione in Erste Liga della sua storia, con il 4-3 finale. Nel 2011-2012 il club disputa così il primo campionato nel secondo livello.
Al termine della stagione, chiusa al 6º posto, il Blau-Weiß rimane l'unica rappresentante del calcio professionistico nella città di Linz, a seguito della retrocessione in Regionalliga del LASK (3º in classifica) per problemi finanziari e conseguente ritiro della licenza.
Il 22 novembre 2012, con la squadra all'ultimo posto in classifica, la dirigenza esonera l'allenatore Gerald Perzy, sostituendolo con Edmund Stöhr. Il campionato si conclude senza miglioramento di classifica, tuttavia il Blau-Weiß non retrocede direttamente, ma disputa lo spareggio contro il Parndorf, vincitore della Regionalliga Ost. Questo perché il Lustenau, 8º in classifica, a fine stagione rinuncia a proseguire l'attività professionistica, scendendo quindi direttamente nella categoria inferiore. In ogni caso, la sconfitta nel doppio confronto con il Parndorf (2-1 in trasferta e 0-1 in casa), sancisce la retrocessione del club in Regionalliga, dopo due soli anni. A causa di questa retrocessione, nella stagione 2013-2014 la città di Linz non sarà rappresentata da nessun club nel calcio professionistico, una situazione che non era mai verificata in precedenza, sin dall'introduzione del secondo livello nazionale nel 1950.

## Stadio

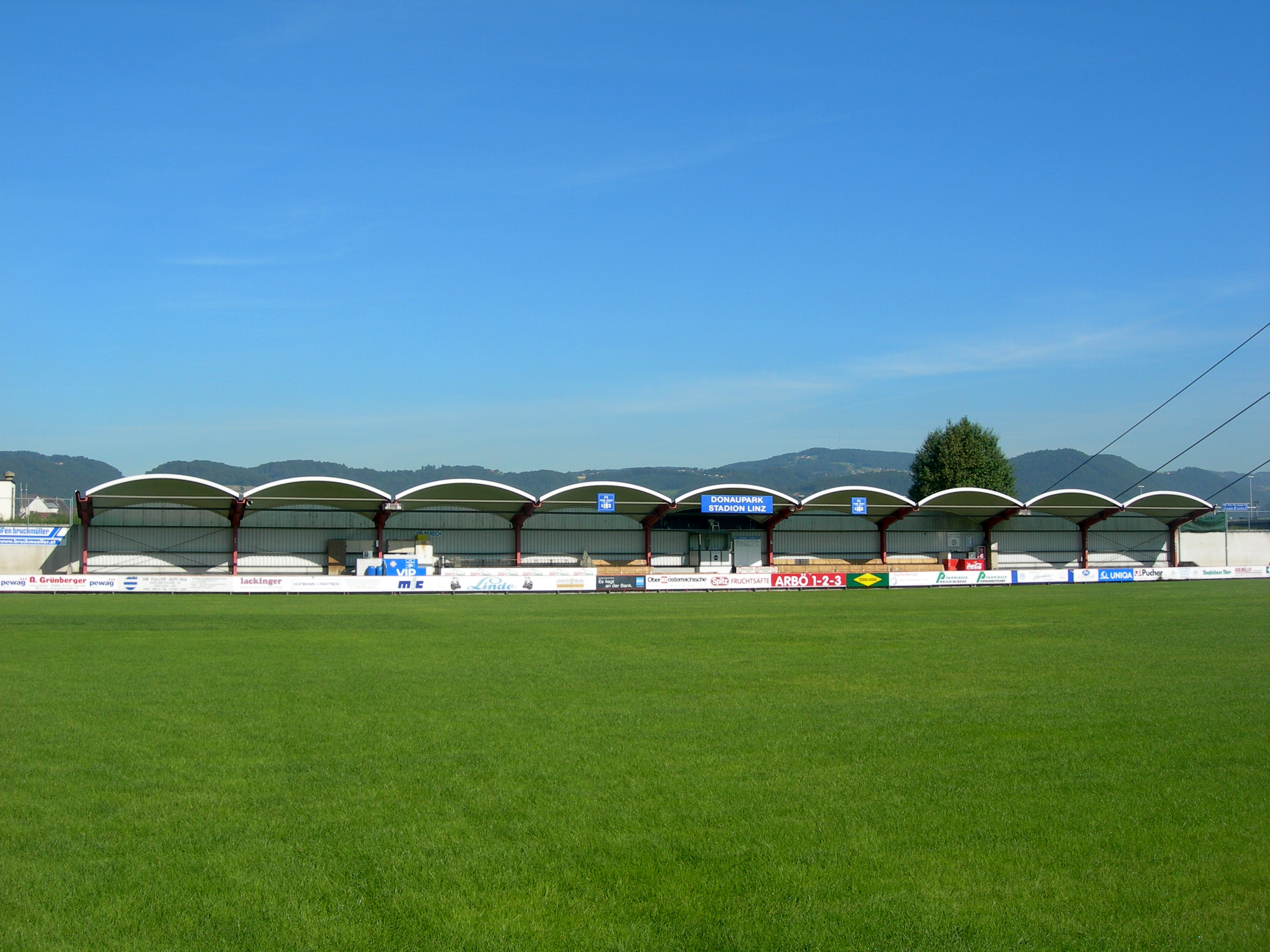
Il Donauparkstadion

Il primo terreno da gioco utilizzato dalla società è stato quello del Donauparkstadion, un impianto da 2 000 posti di cui 400 a sedere.
Conosciuto dapprima come Tabak-Sportplatz, è stato ribattezzato nel 1997 con la nascita del nuovo club.
A partire dalla stagione 2011-2012, in Erste Liga, questo impianto verrà utilizzato solo per gli allenamenti, in quanto il club giocherà le partite casalinghe nel Linzer Stadion (25 138 posti), condiviso con i concittadini del LASK.

## Rosa 2024-2025
Aggiornata al 19 settembre 2024
| N. |                      | Ruolo | Calciatore        |
| -- | -------------------- | ----- | ----------------- |
| 1  | Rep. Ceca (bandiera) | P     | Radek Vítek       |
| 2  | Austria (bandiera)   | D     | Fabio Strauss     |
| 4  | Svizzera (bandiera)  | D     | Silvan Wallner    |
| 5  | Serbia (bandiera)    | D     | Danilo Mitrović   |
| 6  | Brasile (bandiera)   | C     | Lucas Dantas      |
| 7  | Irlanda (bandiera)   | C     | Conor Noß         |
| 8  | Germania (bandiera)  | C     | Oliver Wähling    |
| 9  | Brasile (bandiera)   | A     | Ronivaldo         |
| 10 | Ghana (bandiera)     | C     | Paul Mensah       |
| 11 | Brasile (bandiera)   | C     | João Luiz         |
| 12 | Austria (bandiera)   | P     | Andreas Lukse     |
| 13 | Austria (bandiera)   | A     | Alexander Schmidt |
| 14 | Austria (bandiera)   | C     | Julian Gölles     |
| 15 | Austria (bandiera)   | D     | Manuel Maranda    |
| 16 | Austria (bandiera)   | D     | Martin Moormann   |

| N. |                     | Ruolo | Calciatore         |
| -- | ------------------- | ----- | ------------------ |
| 17 | Austria (bandiera)  | D     | Alem Pašić         |
| 18 | Mali (bandiera)     | C     | Soumaïla Diabaté   |
| 19 | Austria (bandiera)  | C     | Alexander Briedl   |
| 20 | Austria (bandiera)  | C     | Simon Seidl        |
| 21 | Austria (bandiera)  | P     | Bernd Aineter      |
| 22 | Austria (bandiera)  | D     | Marcel Schantl     |
| 23 | Austria (bandiera)  | C     | Lukas Tursch       |
| 26 | Austria (bandiera)  | D     | Lukas Ibertsberger |
| 27 | Austria (bandiera)  | C     | Thomas Goiginger   |
| 28 | Brasile (bandiera)  | D     | Anderson           |
| 29 | Germania (bandiera) | C     | Mehmet Ibrahimi    |
| 30 | Austria (bandiera)  | C     | Kristijan Dobras   |
| 31 | Austria (bandiera)  | P     | Kevin Radulovic    |
| 60 | Austria (bandiera)  | C     | Simon Pirkl        |

## Rose delle stagioni precedenti
- 2010-2011
- 2011-2012
- 2012-2013

## Palmarès

### Competizioni nazionali
- 2. Liga: 1

2022-2023
- Campionato di Regionalliga: 2

2002-2003, 2015-2016

### Competizioni regionali
- Campionato dell'Alta Austria: 2

1999-2000, 2007-2008